# Bullarens landsfiskalsdistrikt
Bullarens landsfiskalsdistrikt var 1918-1941 ett landsfiskalsdistrikt i Göteborgs och Bohus län, bildat när Sveriges indelning i landsfiskalsdistrikt trädde i kraft den 1 januari 1918, enligt beslut den 7 september 1917. Landsfiskalsdistriktet avskaffades den 1 oktober 1941 (genom kungörelsen 28 juni 1941) när Sverige fick en ny indelning av landsfiskalsdistrikt. Av dess ingående områden överfördes Mo landskommun till Kville landsfiskalsdistrikt och Naverstads landskommun till Tanums landsfiskalsdistrikt
Landsfiskalsdistriktet låg under länsstyrelsen i Göteborgs och Bohus län.

## Ingående områden

### Från 1918
Bullarens härad:
- Mo landskommun
- Naverstads landskommun